# Bertrana rufostriata
Bertrana rufostriata är en spindelart som beskrevs av Simon 1893. Bertrana rufostriata ingår i släktet Bertrana och familjen hjulspindlar. Inga underarter finns listade.